# Itzhak Stern
Itzhak Stern (25 de janeiro de 1901 - 1969) foi um judeu polonês e contador de Oskar Schindler. Ele trabalhou ao lado de Schindler como contador de sua empresa de esmaltados (Deutsche Emailwarenfabrik), em Cracóvia e ajudou bastante na gestão da empresa. A ele é creditada a digitação da lista de nomes conhecidos como a Lista de Schindler, uma lista de judeus que sobreviveram ao Holocausto por causa da intervenção de Oskar Schindler.
Em sua primeira reunião com Schindler, Stern informou que ele poderia utilizar mão de obra judia a um preço mais baixo do que dos trabalhadores poloneses. Stern, assim como Schindler, foi um oportunista e foi um dos principais responsáveis pelo resgate dos judeus de Schindler. Ele começou a dar empregos para judeus que seriam considerados não essenciais e, provavelmente, seriam mortos. Falsificou documentos para fazer com que professores e intelectuais se passassem por mecânicos e operários. Ele foi retratado no filme A Lista de Schindler por Ben Kingsley.
A viúva de Itzhak Stern apareceu no final do filme a Lista de Schindler visitando a sepultura de Schindler escoltada por Kingsley. Seu irmão Natan Stern foi também um dos judeus de Schindler.
Enquanto o relacionamento entre Itzhak e Schindler foi inicialmente comercial, no final uma grande amizade surgiu. Quando Itzhak Stern morreu em 1969, Schindler frequentou seu funeral e chorou copiosamente.